# Braille AFI
Braille AFI es el estándar de codificación Braille para el Alfabeto Fonético Internacional, reconocido por el International Council on English Braille.
Una versión del AFI fue creada primero por Merrick y Potthoff en 1934, y publicado en Londres. Fue usado en Francia, Alemania, y en otras naciones angloparlantes. Sin embargo, no iba siendo actualizado a la par que el AFI, y en 1989 éste se había vuelto obsoleto. En 1990 fue republicado oficialmente por la BAUK, pero en una forma corrupta que lo hizo inoperable. En 1997, la BANA creó un sistema nuevo para los Estados Unidos y Canadá. Sin embargo, éste era incompatible con el Braille AFI usado en el resto del mundo y probó ser difícil de usar e inadecuado en ocasiones. En 2008 Robert Englebretson revisó la versión de Merrick y Potthoff y en 2011 éste había sido aceptado por la BANA. Es muy parecido al original en las consonantes y vocales, mientras que los diacríticos han sido reorganizados, como fuera necesario con éstos en el AFI escrito desde 1934. Los diacríticos también se han vuelto más sistemáticos. Sin embargo, no hay una forma general para marcar el tono, y no todos los diacritcos pueden ser representados.
Braille AFI no usa las convenciones del Braille para el inglés. Debe de ir entre diagonales o corchetes, que indican que las letras encerradas son símbolos AFI  y no letras.

## Letras del alfabeto
Las 26 letras del alfabeto latino son las mismas que en el sistema Braille internacional:
| Braille | ⠁ | ⠃ | ⠉ | ⠙ | ⠑ | ⠋ | ⠛ | ⠓ | ⠊ | ⠚ | ⠅ | ⠇ | ⠍ |
| Valor   | a | b | c | d | e | f | ɡ | h | i | j | k | l | m |
| Braille | ⠝ | ⠕ | ⠏ | ⠟ | ⠗ | ⠎ | ⠞ | ⠥ | ⠧ | ⠺ | ⠭ | ⠽ | ⠵ |
| Valor   | n | o | p | q | r | s | t | u | v | w | x | y | z |

Además, incluye las siguientes letras dedicadas:
| ⠡ | ⠜ | ⠣ | ⠳ | ⠪ | ⠌ | ⠷ | ⠬ | ⠢ | ⠩   |
| ɑ | ɛ | ɔ | ø | œ | ɪ | ʊ | ʌ | ə | æ   |
| ⠆ | ⠿ | ⠫ | ⠱ | ⠮ | ⠼ | ⠻ |   | ⠒ | ⠐ ⠂ |
| ʔ | ɲ | ŋ | ʃ | ʒ | ɹ | ð | ː | ˑ |     |